# 歌田勝弘
歌田 勝弘（うただ かつひろ、1925年8月26日 - ）は、日本の実業家。元味の素社長。

## 来歴・人物
広島県生まれ。府立四中四年修了後、旧制東京高校を経て1947年、東京帝国大学法学部政治学科卒業。在学中の1944年から1年間、陸軍の特別甲種幹部候補生として入隊するが、最終の訓練中終戦となり復学。大学卒業後、味の素入社。大阪支店長他を経て1971年、同社取締役。1973年常務取締役、専務、副社長を経て1981年、渡辺文蔵の後任として味の素第7代代表取締役社長に就任。1989年名誉会長、1991年相談役（現特別顧問）となった。
実父の歌田千勝は内務官僚で、近衛内閣の祝典事務局長として紀元2600年祝賀式典に尽力した。長男の歌田明弘は青土社の編集者として雑誌「ユリイカ」の編集長を務め、評論家となった。
富国生命社外取締役、東日本旅客鉄道取締役の他、経団連副会長他の要職を務め、1993年には「日本インベスター・リレーションズ (IR) 協議会」を設立し会長に就任。また世界に遅れた日本のバイオサイエンス、バイオビジネスの振興・推進に尽力し1995年、「バイオインダストリー協会」設立で理事長、のち最高顧問となって、1999年に製薬、食品、情報通信など50社以上の企業トップが集まり結成された「日本バイオ産業人会議」の発足に尽力し世話人代表となった。これらは2002年、政府の「バイオテクノロジー戦略会議」（小泉純一郎議長）に発展し、現在"バイオ産業立国"実現を目指した国家プロジェクトの一つとなっている。

## その他要職
- 日本国際フォーラム評議員[1]

## 書籍
- バイオ産業革命、学生社、2001年7月